# Ignacio L. Pesqueira
Ignacio Leandro Pesqueira Gallego (Huépac, 13 de marzo de 1867 - Saint-Rémy-de-Provence, 18 de octubre de 1940) fue un militar mexicano que participó en la Revolución Mexicana. Fue gobernador de Sonora en 1913, secretario de Guerra de 1914 a 1916 y diputado constituyente en 1917.

## Biografía
Ignacio Leandro Pesqueira Gallegos nació en Huépac, Sonora, el 13 de marzo de 1867. Hijo de Ignacio A. Pesqueira y Concepción Gallegos.  Perteneció a una de las más prominentes familias de propietarios que combinaban la agricultura, la ganadería y la minería en sus empresas establecidas en el norte del estado. Radicó desde pequeño en Cananea, donde por temporadas trabajó como agente minero. Entre 1907 y 1908 fungió como regidor de esa población. 
Se afilió al antirreeleccionismo a fines de 1909, y al triunfo del movimiento maderista fue designado presidente municipal de Cananea, a fines de mayo de 1911 por Juan G. Cabral. Como alcalde enfrentó la rebelión encabezada por Jesús Buelna, en julio, motivada por la política maderista de licenciamiento de tropas y por el nombramiento de Eugenio H. Gayou como vicegobernador del estado. Sofocó la insurrección y envió a la cárcel a los involucrados.
El 15 de septiembre de ese año fue elegido diputado a la XXIII Legislatura por el distrito de Arizpe. Como tal, tuvo fricciones con Gayou porque este no designó autoridades en ese distrito como lo exigía la ley, y porque al hacerlo en Cananea, no respetó las anteriores designaciones hechas por Cabral.

## Levantamiento contra Huerta y gobernador de Sonora
En 1913 fue de los primeros diputados que repudiaron el golpe de Estado huertista. Al serle otorgada la licencia al gobernador José María Maytorena para ausentarse del cargo por seis meses, el Congreso Local lo nombró encargado del Poder Ejecutivo estatal el día 26. Por algunos días debatió con las autoridades locales el desconocimiento al gobierno golpista, ya que no había consenso entre estas, al tiempo que se iniciaban levantamientos armados contra el general Victoriano Huerta en Agua Prieta y Fronteras, y recibía presiones tanto de Estados Unidos como del Secretario de Gobernación para que definiera su posición.

### Medidas militares
El 4 de marzo presentó al Congreso una iniciativa de ley para rechazar categóricamente al gobierno golpista, la cual fue aprobada y expedida el día 5. Las primeras medidas contra el nuevo régimen fueron de carácter militar. Sustituyó a las autoridades del Ejército Federal que se ubicaban en diversas guarniciones y nombró a Álvaro Obregón jefe de la Sección de Guerra y de las Fuerzas del Estado. Dividió al territorio en tres secciones, designando comandantes militares: en la región norte quedó al mando Juan G. Cabral; en la sur, Benjamín Hill, y en la centro, Salvador Alvarado Rubio, todos bajo la jefatura de Obregón  
Detuvo el tráfico ferroviario entre Magdalena y Hermosillo y envió cuadrillas a quemar los puentes sobre el camino a Nogales, con el propósito de impedir el paso de las tropas federales. Puso énfasis en la obligación de dar garantías tanto a nacionales como a extranjeros. El 6 de marzo envió una nota al Departamento de Estado norteamericano subrayando este punto para no lesionar los intereses de los ciudadanos de aquel país por la lucha armada en el estado. Lanzó un manifiesto al día siguiente en el que explicó por qué había aplazado el levantamiento contra el huertismo e invitaba a los sonorenses a defender la soberanía del estado.
Reprobó los asesinatos del presidente Madero y del vicepresidente José María Pino Suárez. Centralizó y organizó los movimientos armados locales en todos los aspectos. Ordenó que los empleados de las oficinas postales y de telégrafos continuaran ocupando sus puestos y percibiendo sus salarios a cambio de lealtad al gobierno. Para asegurar el flujo continuo de fondos y pertrechos para la guerra, provenientes de la frontera con Estados Unidos, nombró a Roberto Pesqueira agente comercial, quien desde su oficina establecida en Douglas, Arizona, negoció la compra y exportación de armas a Sonora. Se apoyó también en la mayoría de los miembros del Congreso Local, quienes desempeñaron diversas tareas para tramitar préstamos y obtener recursos materiales para la causa.
A mediados de marzo, convocó a una junta a los hombres más acaudalados de Hermosillo, imponiéndoles un préstamo de 50 mil pesos. Mediante gestores administrativos intervino las operaciones de los principales bancos que empezaban a sacar sus capitales del estado y les impuso préstamos diversos. Dispuso que las oficinas federales pasaran a cargo de la administración estatal y ordenó a los prefectos la designación de personas de confianza para efectuar el cambio necesario. Asimismo, notificó a los propietarios de minas para que pagaran los impuestos correspondientes en un plazo de ocho días, y garantizó a los empleados de la tesorería la permanencia en sus puestos si colaboraban adecuadamente con el gobierno interino.
Determinó que los prisioneros de guerra no fueran fusilados, y por medio de una circulaar publicada a fines de marzo anunció que todo acto de despojo en nombre del gobierno sería castigado. Decretó la reducción de aranceles de exportación para fomentar el comercio local y, por medio de una comisión representada por el diputado Carlos Plank en el norte del estado, impuso préstamos forzosos a los propietarios y capitalistas.
Al derrotar a los huertistas en Naco, abrió esta parte de la frontera al tráfico internacional y logró que la línea divisoria se convirtiera en un sólido sostén para la guerra. Suspendió las elecciones para renovar a los miembros del Congreso Local por medio de la circular del 16 de marzo, dado que las condiciones de emergencia por las que atravesaba el estado las hacían problemáticas. Calificó y especificó penas por delitos militares y creó tribunales de competencia en la materia.

### Fricciones con las compañías locales
A principios de abril de 1913, su gobierno tuvo fricciones con la Cananea Consolidated Copper Company, la que amenazó con el paro laboral, por lo que al prefecto de Arizpe a negociar con la compañía norteamericana todo género de garantías y continuara sus actividades laborales. A partir de este hecho obtuvo la colaboración incondicional de la compañía minera. A su vez, con la empresa ferrocarrilera Sudpacífico, a la que se le incautaron sus bienes al inicio de la rebelión, se llegó a buenos arreglos gracias a la negociación de Ignacio Bonillas, nombrado por Pesqueira representante del gobierno para tratar los conflictos con las compañías norteamericanas en la frontera.

### Bonos por cabezas de ganado
Por otra parte, con el fin de recaudar dinero, decretó la emisión de bonos pagaderos a futuro para comprar cabezas de ganado. A mediados de abril, los bonos se convirtieron en cuotas obligatorias de venta al gobierno para los ganaderos de los distritos norteños, quienes de acuerdo a la cuantía de sus bienes, debían aportar cierto número de cabezas de ganado que serían vendidas a cambio de los bonos. Otorgó garantías sobre sus personas y propiedades a todos aquellos que cooperaran.

### La Oficina de Administración de Bienes Ausentes
Trató de no perjudicar a los propietarios menos ricos y amigos de la causa, pero a los enemigos les aplicó medidas radicales de expropiación. A mediados de mayo creó la Oficina de Administración de Bienes de Ausentes por la cual se intervino directamente haciendas, industrias, ranchos e inmuebles privados, y lo convirtió en un mecanismo de presión hacia hacendados y propietarios desafectos o indiferentes al movimiento rebelde, pues eran obligados a colaborar financieramente o relevados de la administración de sus caudales si entorpecían la productividad de sus bienes. Por medio de esta oficina, su gobierno obtuvo pingües ganancias.

## Adhesión al movimiento constitucionalista
Pesqueira nombró a Adolfo de la Huerta y a Roberto Pesqueira representantes del Estado para sumarse al Pacto de Monclova, Coahuila, firmado el 18 de abril, con la que aceptó la jefatura de Venustiano Carranza en la rebelión de Huerta. Mantuvo bien pertrechados y pagados a los miembros del ejército estatal, por lo que ordenó que las autoridades locales impusieran a las personas pudientes cuotas de provisiones y víveres para que se repartieran entre los familiares de los soldados que habían salido de sus pueblos a luchar. Con el fin de regular esta actividad estableció una Proveeduría General dependiente de la Sección de Guerra.
Recibió de Carranza el nombramiento de general de brigada por sus servicios, y el 16 de julio, el de Jefe de la División del Noroeste. Con ese carácter, convocó a una junta el día 28 en Nogales, con la intención de bloquear la reinstalación de Maytorena. A pesar de sus intentos, por órdenes del Primer Jefe, entregó el Poder Ejecutivo Estatal el 4 de agosto.

## Conflicto entre Carranza y Villa y cargos públicos
Cuando se agudizó el conflicto entre el general Francisco Villa y Carranza, Pesqueira formó parte de la junta pacifista organizada en la Ciudad de México para mediar entre ambas partes. 
Fue presidente del Supremo Tribunal de Justicia Militar del 21 de agosto al 10 de septiembre. Subsecretario de Guerra y Marina del 10 de septiembre de 1914 al 5 de junio de 1916, fecha en la que regresó a la presidencia del Tribunal Militar. Fue diputado electo al Congreso Constituyente de 1916-1917 en Querétaro, por el I Distrito de la Ciudad de México.
En marzo de 1917 fue designado gobernador provisional de Sinaloa, hasta el 30 de junio, periodo en el que convocó a elecciones locales. Fue jefe del Departamento de Establecimientos Fabriles y Militares y de los Almacenes Generales de Artillería.

## Después de la Revolución
En 1920, cuando se desconoció al presidente Carranza, permaneció fiel a su gobierno y este lo nombró gobernador provisional de su estado, pero no pudo tomar posesión. Al morir Carranza, Pesqueira se retiró de la vida pública hasta 1934.
Fue ascendido a general de división, y en ese mismo año fue designado nuevamente presidente del Supremo Tribunal Militar. El general Pesqueira falleció en Saint Provence, Francia el 18 de octubre de 1940; sus restos fueron trasladados a la Ciudad de México.